# Bisons de Buffalo (1928-1936)
Pour les articles homonymes, voir Bisons de Buffalo (homonymie).
Les Bisons de Buffalo sont une ancienne franchise professionnelle de hockey sur glace.

## Histoire
Fondés en 1928, les Bisons évoluaient dans la Canadian Professional Hockey League.
En 1929, les Bisons rejoignent la Ligue internationale de hockey. Ils remportent deux fois la saison régulière (1931 et 1932) et gagnent le trophée F.-G.-« Teddy »-Oke en 1932 et 1933.
Le 17 mars 1936 les Bisons perdent leur patinoire en raison d'une tempête de neige et sont alors obligés de jouer le reste de la saison à l'étranger. Ils rejoignent ensuite l'International American hockey league (qui deviendra plus tard la Ligue américaine de hockey) lors de la fusion entre la LIH et la Canadian-American Hockey League mais après 11 matchs, en raison de l'absence de patinoire, il apparaît que la solution n'est pas viable et la franchise cesse définitivement ses activités.
En 1940, les Bisons renaissent quand les Stars de Syracuse déménagent à Buffalo pour devenir les nouveaux Bisons de Buffalo. Cette équipe évoluera en LAH jusqu'en 1970.

## Statistiques
| Saison    | Ligue | PJ | V  | D  | N  | Pts | BP  | BC  | Classement Final        | Séries éliminatoires    |
| --------- | ----- | -- | -- | -- | -- | --- | --- | --- | ----------------------- | ----------------------- |
| 1928-1929 | CPHL  | 42 | 17 | 18 | 7  | 41  | 89  | 72  | 5e                      | Non qualifiés           |
| 1929-1930 | LIH   | 42 | 26 | 12 | 4  | 56  | 102 | 67  | 2e                      | Finalistes              |
| 1930-1931 | LIH   | 48 | 30 | 13 | 5  | 65  | 115 | 76  | 1e                      | 2e                      |
| 1931-1932 | LIH   | 48 | 25 | 14 | 9  | 59  | 106 | 80  | 1e                      | Vainqueurs              |
| 1932-1933 | LIH   | 44 | 26 | 12 | 6  | 58  | 128 | 70  | 2e                      | Vainqueurs              |
| 1933-1934 | LIH   | 44 | 20 | 13 | 11 | 51  | 90  | 66  | 2e                      | 3e                      |
| 1934-1935 | LIH   | 44 | 20 | 18 | 6† | 40  | 113 | 100 | 3e                      | Non qualifiés           |
| 1935-1936 | LIH   | 48 | 22 | 20 | 6  | 50  | 109 | 101 | 2e                      | Éliminés en 2e ronde    |
| 1936-1937 | IAHL  | 11 | 3  | 8  | 0  | 6   | 23  | 30  | dissous après 11 matchs | dissous après 11 matchs |